# Margit Kalocsai
Margit Kalocsai (Budapest, Hungría, 27 de diciembre de 1909-21 de octubre de 2007) fue una gimnasta artística húngara, medallista de bronce olímpica en Berlín 1936 en el concurso por equipos.

## Carrera deportiva
En el Mundial de Budapest 1934 consigue la plata por equipos —tras Checoslovaquia y por delante de Polonia— y también medalla de plata en la competición general individual, tras la checoslovaca Vlasta Děkanová y delante de la polaca Janina Skyrlinska.
Y en las Olimpiadas de Berlín 1936 gana el bronce en el concurso por equipos, tras las alemanas y checoslovacas, siendo sus compañeras de equipo: Margit Csillik, Ilona Madary, Gabriella Mészáro, Margit Nagy, Olga Törös, Judit Tóth y Eszter Voit.